# شرکت کارگزاری
شرکت کارگزاری (به انگلیسی: Broker Firm) نوعی مؤسسه مالی در بازارهای بورس است، که در زمینه خرید و فروش انواع اوراق بهادار فعالیت می‌کند. کارگزاری‌ها اغلب در معاملات، به نمایندگی از خریدار یا فروشنده سهام، وظیفه خرید و فروش را انجام می‌دهند و در ازای آن نیز دستمزد، کمیسیون یا حق‌کارگزاری دریافت می‌کنند.
خرید و فروش در بازارهای بورس اوراق بهادار تحت ضوابط خاصی صورت می‌گیرد. تأسیس شرکت کارگزاری یا اشتغال در آن‌ها مستلزم پذیرفته شدن در آزمون‌های کارگزاری است. کارگزاری‌ها علاوه بر خرید و فروش اوراق بهادار، به نمایندگی از سهامداران می‌توانند وظایف دیگری مانند آموزش، ارائه خدمات مشاوره سرمایه‌گذاری یا بازارگردانی را نیز برعهده بگیرند.

## کارگزاری فارکس
به شرکت‌های خدمات مالی گفته می‌شود که دسترسی معامله گران را به بستر خرید و فروش ارزهای خارجی (فارکس) فراهم می‌کند. در واقع در فارکس تنها ارز کشورها مبادله می‌شود اما کارگزاری‌های فارکس علاوه بر ارز کشورها به مشتریان خود اجازه دسترسی به معاملات طلا، نقره، شاخص‌ها و برخی رمزارزها را به شکل CFD (قرارداد ما به التفاوت) می‌دهند. این شرکت‌ها تحت قوانین مشخصی فعالیت می‌کنند.